# Jüdische Gemeinde Telgte

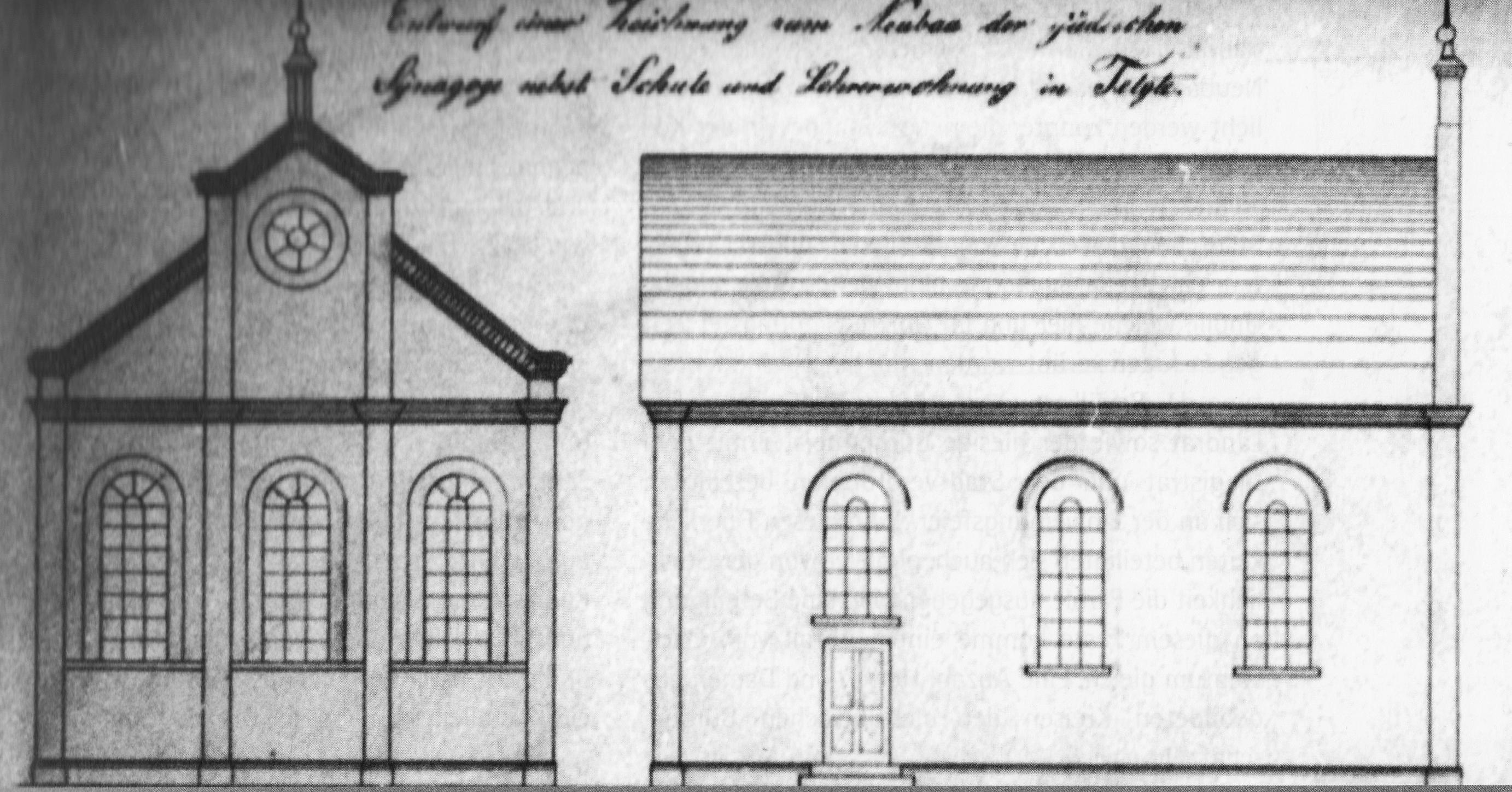
Die Synagoge von Telgte, Bauzeichnung 1874.

Die Jüdische Gemeinde Telgte bestand seit dem 16./17. Jahrhundert bis 1941.

## Geschichte
Die erste Nennung eines Juden in Telgte stammt aus dem Jahr 1539. 1555 erhielt Salomon von Wasungen, der aus Münster ausgewiesen worden war, einen Geleitbrief von Fürstbischof Wilhelm Ketteler und hielt sich fortan in Telgte auf. 1615 wurde der erste jüdische Begräbnisplatz in Telgte durch einen anderen Salomon erworben. Aus dem Jahr 1740 stammt die erste Erwähnung einer Synagoge, zu der auch eine jüdische Schule gehörte. Die alte Telgter Synagoge, die bis ins ausgehende 19. Jahrhundert als solche genutzt wurde, ist erhalten. Das Gebäude befindet sich in Privateigentum und steht zwischen der Stein- und der Emsstraße. 1779 waren insgesamt sieben jüdische Familien in Telgte ansässig, 1817 gehörten 73 Personen der Gemeinde an. Seit 1848 war Telgte der Sitz der Synagogengemeinde für den Landkreis Münster.
Wegen Baufälligkeit und des Wachstums der Mitgliederzahlen beschloss die Gemeinde 1866, eine neue Synagoge zu errichten. Dieser Plan konnte allerdings erst neun Jahre später verwirklicht werden. Am 5. September 1875 fand die Einweihungsfeier der neuen Synagoge in der Königstraße 43 statt.

„Am 5. September wurde in diesem Städtchen, dessen Bewohner als sehr papsttreu gelten, eine Synagoge eingeweiht, und manche Unbill, welche hier und im Umkreis in jüngster Zeit gegen Juden verübt worden war, hat durch die Haltung der Bevölkerung eine Sühne gefunden. […] Der Landrat sowie der hiesige Bürgermeister mit dem Magistrat und den Stadtverordneten beteiligten sich an der Einweihungsfeier […] An diesen Feierlichkeiten beteiligten sich auch, obgleich von der Geistlichkeit die Parole ausgegeben war, eine Beteiligung an diesem Feste komme einem Abfall vom Christentum gleich, eine Anzahl Herren und Damen aus gebildeten Kreisen der nichtjüdischen Bürgerschaft.“

Die Fassade der Synagoge war durch drei hohe Rundbogenfenster gegliedert. Über dem mittleren befand sich ein zusätzliches Rundfenster. Auf der Giebelspitze war ein kleines Türmchen mit Davidstern angebracht. Der Eingang lag an der links der Front verlaufenden Judengängsken, das inzwischen offiziell so benannt wurde. Die einzige bildliche Darstellung der Telgter Synagoge ist die Bauzeichnung von 1874. Vom Innenraum sind keine Abbildungen erhalten. Schilderungen von Zeitzeugen zufolge wurde die Torarolle in einem durch einen roten Samtteppich geschmückten Toraschrein an der Stirnseite des Gotteshauses aufbewahrt, vor dem die Bima stand. Insgesamt standen auf jeder Seite rund fünf einfache Eichenbänke. Die Innenwände waren weiß gekälkt, sodass sich die Buntverglasung der Fenster deutlich abhob. In der Mitte des Raumes hing ein Kristallleuchter. Im Synagogengebäude befand sich neben einem Schulraum auch die Wohnung des jüdischen Lehrers.

Gedenktafel an der Stelle der Telgter Synagoge, Königstraße.

Bei der „Machtergreifung“ 1933, lebten nur noch vier jüdische Familien in Telgte: Die Familien Max, Hermann und Jakob Auerbach sowie Siegfried Mildenberg. Die meisten Gemeindemitglieder waren bereits vorher abgewandert, etwa nach Münster, oder verstorben – Überalterung und Abzug bedrohten bereits vor der „Machtergreifung“ zahlreiche Landgemeinden in ihrer Existenz. Während der Novemberpogrome 1938 wurde die Synagoge von SA-Männern und Schülern geschändet: Sie warfen die Fenster ein, zertrümmerten die Inneneinrichtung, warfen Kultgegenstände auf die Straße und demontierten den Davidstern von der Giebelspitze. Anschließend wurde Feuer gelegt. Anders als in der großen Mehrheit der Orte griff in Telgte die Feuerwehr am Abend des 9. Novembers ein und löschte den Brand. Am nächsten Tag lehnte es der in Telgte stationierte Reichsarbeitsdienst-Leiter Weber ab, die Synagoge „kalt“ abzubrechen, weshalb in der Nacht vom 10. auf den 11. November eine zweite Brandstiftung stattfand. Diesmal griff die Feuerwehr nicht ein und sah zu, wie das Gebäude bis auf die Grundmauern niederbrannte. Die Ruine wurde unter Wert verkauft und abgerissen.
In der Folgezeit zogen einige verbliebene Juden aus Telgte in andere Städte, die meisten wurden jedoch deportiert. Insgesamt finden sich im Gedenkbuch des Bundesarchivs über die Opfer des Holocausts auch 33 gebürtige Telgter. Sie sind in Riga, Łódź, Minsk, Izbica, Theresienstadt und Auschwitz ermordet worden. Von den jüdischen Einwohnern Telgtes haben nur vier überlebt, die 1938 und 1939 in die Vereinigten Staaten bzw. nach Palästina emigrieren konnten. 1941 meldete der nationalsozialistische Telgter Bürgermeister, seine Stadt sei nun „judenfrei“.
Auf dem Grundstück der Synagoge wurde 1955 ein Wohnhaus errichtet, seit 1981 erinnert eine Gedenktafel an das Gotteshaus. 1988 kehrte Alfred Auerbach als Ehrengast in seine Heimatstadt zurück, die er seitdem jährlich besucht. 1989 und 1998 waren die Familien Grunewald und Mildenberg in Telgte zu Gast. Seit 1998 besteht der Verein „Erinnerung und Mahnung – Verein zur Förderung des Andenkens an die Juden in Telgte e. V“.

## Jüdischer Friedhof Telgte

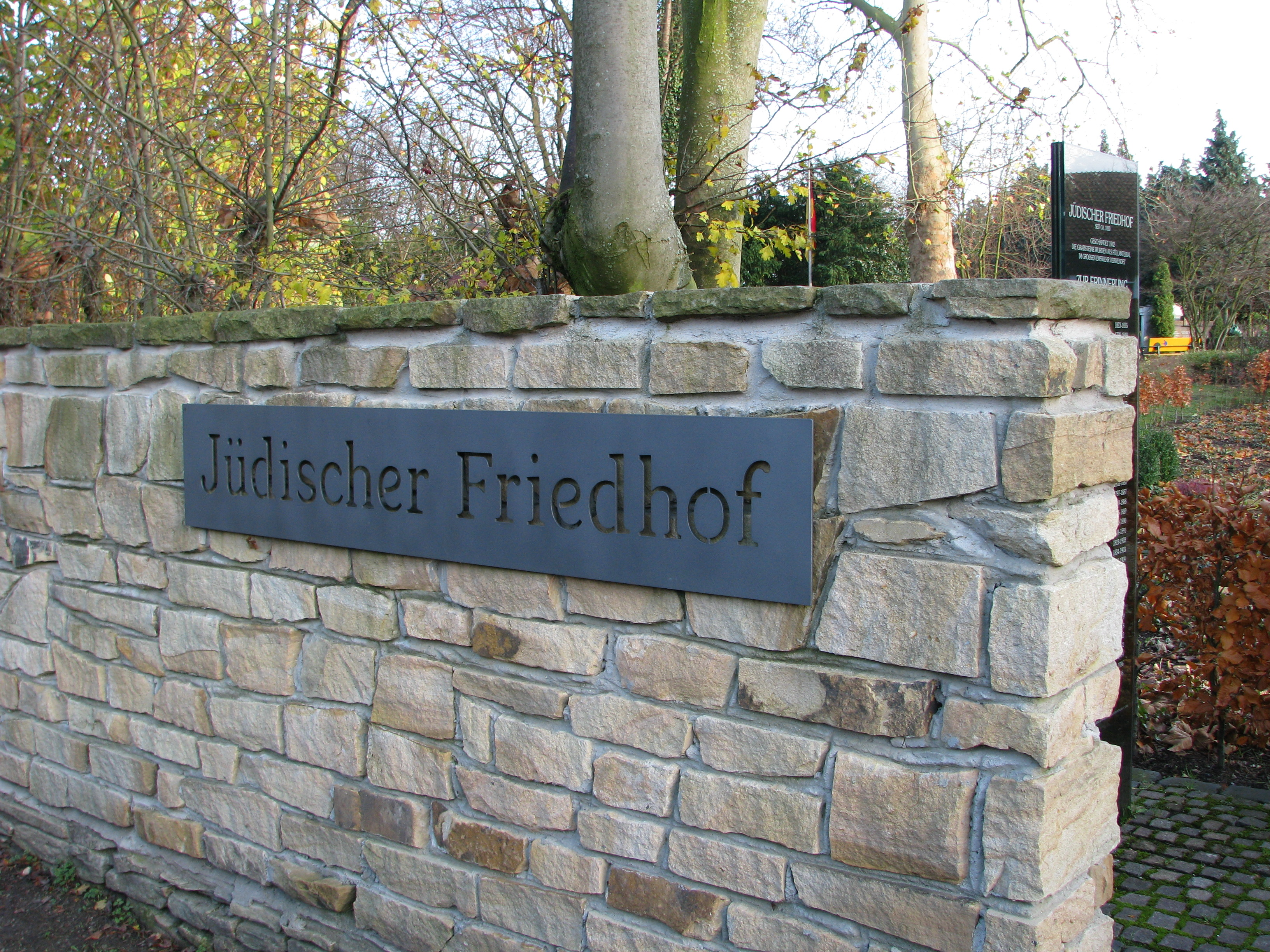
Außenmauer des jüdischen Friedhofs.

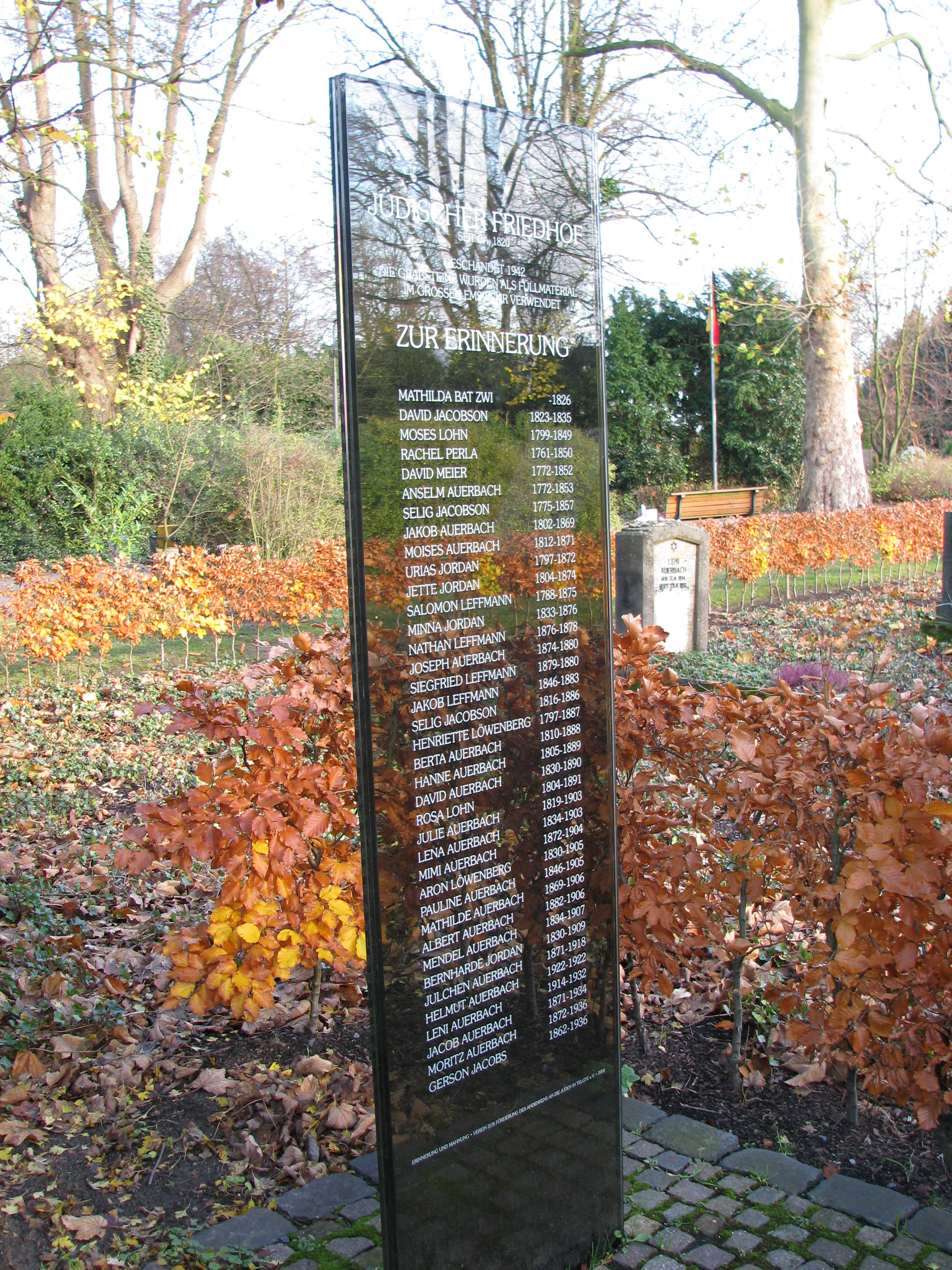
Gedenkstele in Erinnerung an die auf dem jüdischen Friedhof Bestatteten.

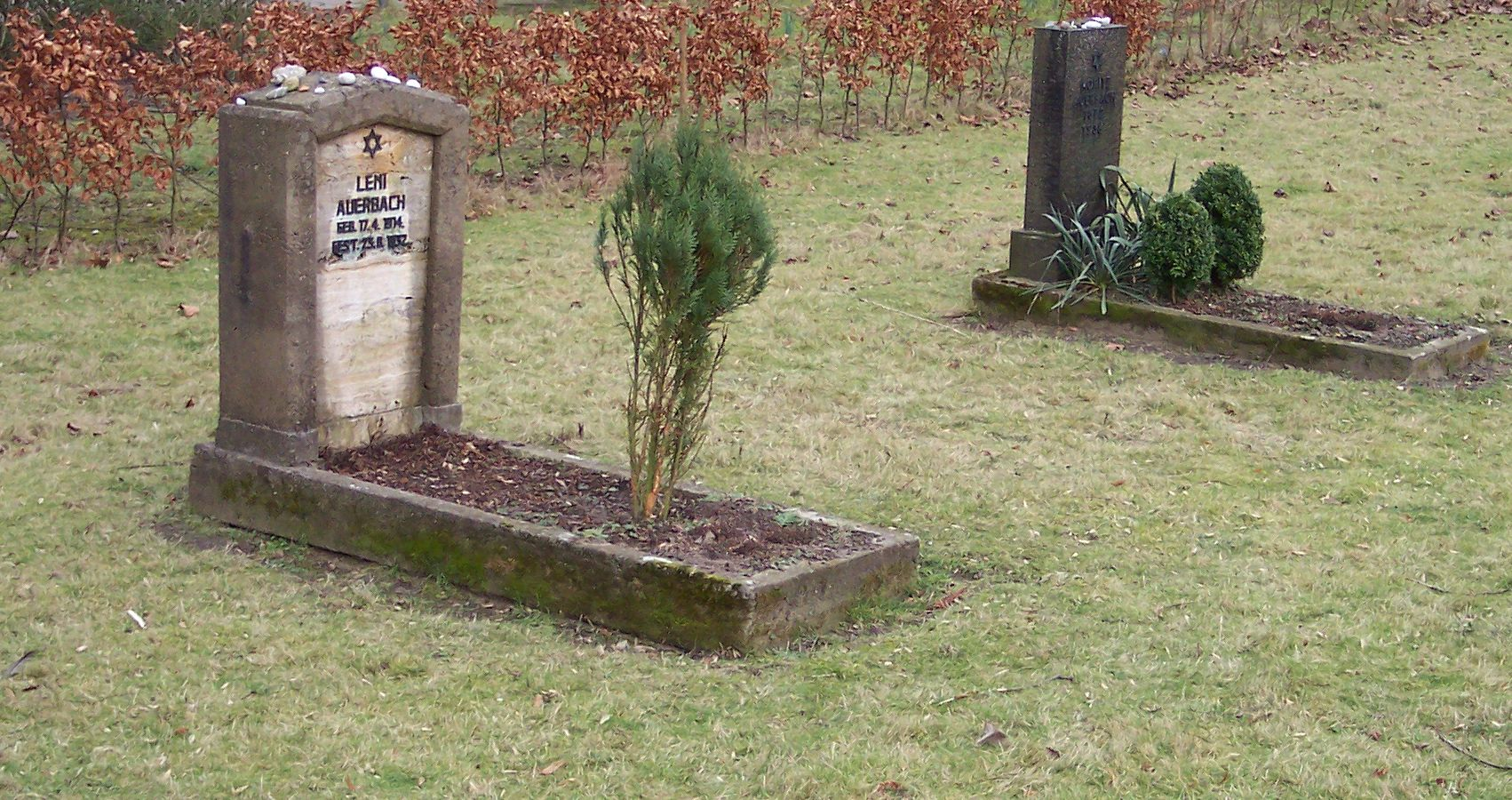
Jüdischer Friedhof

Der erste jüdische Friedhof Telgte hat seinen Ursprung im 1615 bewilligten jüdischen Begräbnisplatz. 1769 genehmigte der Rat einen Friedhof am Wall am Steintor. Doch bereits 1775 musste Fürstbischof Maximilian Friedrich von Königsegg-Rothenfels einschreiten, weil die Telgter Sand am jüdischen Friedhof abgruben, um ihn für die Aufschüttung des Emsdammes zu nutzen. Als 1767 Telgte begann, seine Stadtmauern zu schleifen, forderte der Rat von der jüdischen Gemeinde, den Friedhof zu verlegen, was diese aus religiösen Gründen ablehnte. Die Folge war ein Streit, der bis in die Mitte des 19. Jahrhunderts andauerte.
Ab 1820 begruben die Telgter Juden ihre Verstorbenen auf dem neuen jüdischen Friedhof am Wallock. Dort fanden 1936 die letzten Begräbnisse statt. Am 3. Juli 1942 erwarb die Stadt Telgte das Areal. Im selben Jahr wurden die Grabsteine abgeräumt und zur Befestigung des Emswehres verwendet. Auf dem Friedhof legten Telgter eine Obstwiese an. Heute gehört er dem Landesverband der Jüdischen Gemeinden von Westfalen-Lippe. Drei von insgesamt 32 Grabsteinen überdauerten die Zerstörungen, zwei davon stehen heute wieder auf dem jüdischen Friedhof.
Seit 2005 erinnert eine Glasstele an die Namen der Bestatteten. Für die Broschüre zur Neugestaltung des Friedhofs verfasste Paul Spiegel das Vorwort.